# Stanislav Sůva
Stanislav Sůva (17. ledna 1912 Královské Vinohrady – 18. března 1987 Praha) byl český architekt, urbanista, redaktor, malíř, grafik a návrhář.

## Život

### Mládí

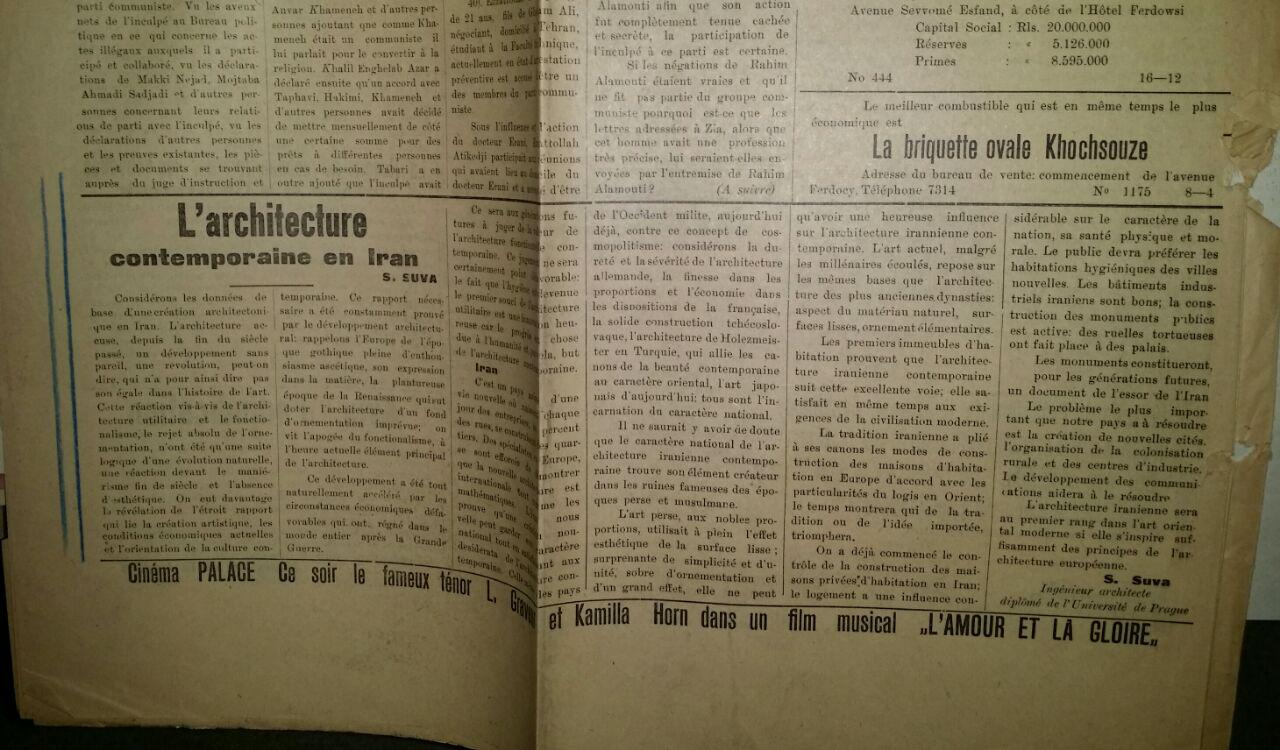
Článek v teheránském tisku

Narodil se v roce 1912 na Královských Vinohradech u Prahy v rodině řezbáře Josefa Sůvy. V roce 1930 vystudoval Reálné gymnázium na Vinohradech. V roce 1930–1935 absolvoval ČVUT – Vysokou školu architektury a pozemního stavitelství v Praze u profesora Františka Kadeřávka, mezi dalšími profesory byli Oldřich Blažíček a Rudolf Kříženecký, s nimiž v době svého působení v Teheránu udržoval čilý písemný kontakt.
Poté nastoupil do pražské Konstruktivy, která jej v lednu 1936 vyslala do svého teheránského ústředí. Konstruktiva tam byla v té době součástí S. I. Skoda. Po roce 1940, kdy ukončil pracovní poměr u Konstruktivy, se stal vedoucím technické kanceláře íránského Ministerstva financí, kde pracoval spolu s Ing. Furughim na projektu hlavní budovy Ministerstva financí v Teheránu.

### 30. léta
K jeho dílům patří především budova Justičního paláce z funkcionalistického období v Teheránu. V ústřední kanceláři S.I.S. v Teheránu, kde byl tehdy činný jako mladý absolvent Vysoké školy architektury a pozemního stavitelství, vypracoval návrhy a ideové studie v tzv. evropském monumentálním pojetí. Ještě před ním byl pověřen prvními projektovými pracemi československý architekt německé národnosti Dr. Czihal. V témže roce 1937 byli současně také vyzváni k vypracování návrhů někteří teheránští architekti. Na podzim roku 1937 byly návrhy Dr. Czihala nejvyššími místy zamítnuty. Návrh architekta Sůvy byl v této soutěži vybrán jako vítězný a architekt byl požádán, aby vypracoval s malými změnami závěrečný návrh pro přední stranu budovy a konečné výkresy byly předloženy šáhovi. V jeho týmu působil také arch. Jan Gabriel, který zpracoval různé architektonické detaily na čelní fasádní ploše, návrh vstupu do Justičního paláce, dveře a stropní štuky v interiérech. A to ukončilo boje za vhodné estetické řešení pro Justiční palác, kde byla přítomna řada konkurenčních architektů. Po menších úpravách provedl definitivní nákresy hlavního průčelí budovy a následně řídil započetí a průběh stavebních prací. Embosování a architektonické detaily na východní straně přední stěny paláce se řídily více či méně uzancí íránských ornamentálních stylů.  Architekt Sůva zachoval íránský charakter budovy mimo jiné i tím, že použil typický orientální motiv – Eiván. Tento motiv vycházel z estetického cítění Peršanů a současně i z klimatických, funkčních, konstrukčních a materiálových podmínek tehdejšího Íránu. Sůva je též autorem ideového návrhu levého předního basreliéfu v portiku se symbolem Spravedlnosti. Připravil také velký nákres pro státní znak nad hlavním vchodem. Vyhotovení znaku a návrhy a provedení všech ostatních ozdobných soch vytvořili nejvýznamnější íránští sochaři. Sádrový model a jeho provedení v kameni provedl akademický sochař maďarské národnosti Lajoš Biró. Nosná konstrukce budovy je železobetonová a výplňové zdivo je provedeno z plných cihel. Děrované cihly nebyly tehdy v Teheránu k dispozici. Budova Justičního paláce v Teheránu vznikla v období prudkého rozmachu modernizace Íránu, která zasáhl za vlády Rezá Šáha Pahlavího všechny oblasti života íránského národa.

## 40. léta
Dne 19. února 1942 se v Teheránu oženil s Angelikou Gregorianovou.
Po úspěchu byl přijat ve stavebním odboru íránského Ministerstva financí, kde s architekty Mohsenem Foroughim a Maximem Sirouxem spolupracoval na návrzích a realizaci budovy teheránského Ministerstva financí, která patří k pilířům íránské moderní architektury čtyřicátých let. Po návratu do vlasti v roce 1946–1947 působil jako architekt v akciové stavební společnosti Lanna a.s. a v jiných soukromých stavebních firmách, kde mohl uplatnit své bohaté zkušenosti z ciziny. Po komunistickém převratu v roce 1948 byl prokádrován jako nekomunista a tudíž odstaven od jakékoliv svobodné tvůrčí architektonické činnosti.

### 50. a 60. léta
Nezbylo než se spokojit s prací ve Studijním a typizačním ústavu a pozdějším Výzkumném ústavu výstavby a architektury VÚVA. Také v Krajském projektovém ústavu KPÚ v Praze na Letné v ateliéru arch. V. Hilského, kam později přešel, mohl pouze jako politicky neangažovaný architekt vypracovat projekty, které jej nemohly uspokojit. Českou architektonickou tvorbu ovládla již tvrdá typizace a další socialistická hlediska především v pojetí výroby. Oceňován je ovšem také jeho podíl na urbanistických koncepcích některých měst, zejména škola v Berouně, bytová zástavba v Kolíně a v Týnci nad Sázavou. Projektoval také řadu mateřských škol, jeslí a obytných domů. Významnou událostí v jeho životě byla účast na 5. Mezinárodním kongresu UIA v Haagu/Scheveningenu, kde zastupoval arch. Jiřího Voženílka a doprovázel kongresové delegáty: arch. Jiřího Gočára, tehdy předsedu Svazu architektů, prof.Jaroslava Fragnera a další. Svými jazykovými a odbornými znalostmi tak pomohl navázat styky s předními holandskými architekty proslulými v celém odborném světě, jako byl Van den Broek a jeho asistent Ing. Key. V roce 1958 spolu s kolegy V. Rouskem a L. Mackovou redigoval publikaci Bydlení v Československu, pro kterou vytvořil vazbu a grafickou úpravu přebalu.

## Dílo

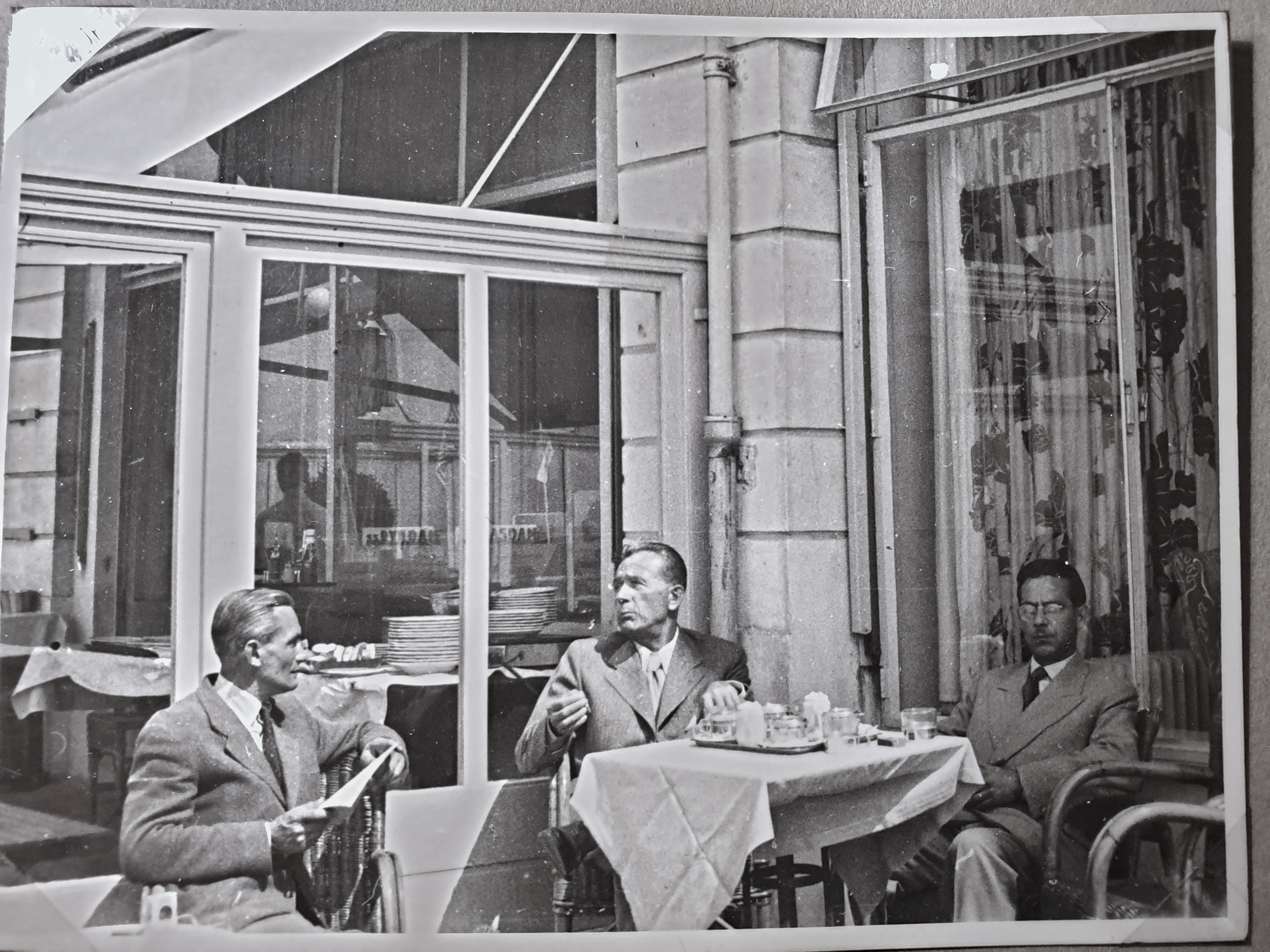
Kongres UIA v Haagu roku 1955
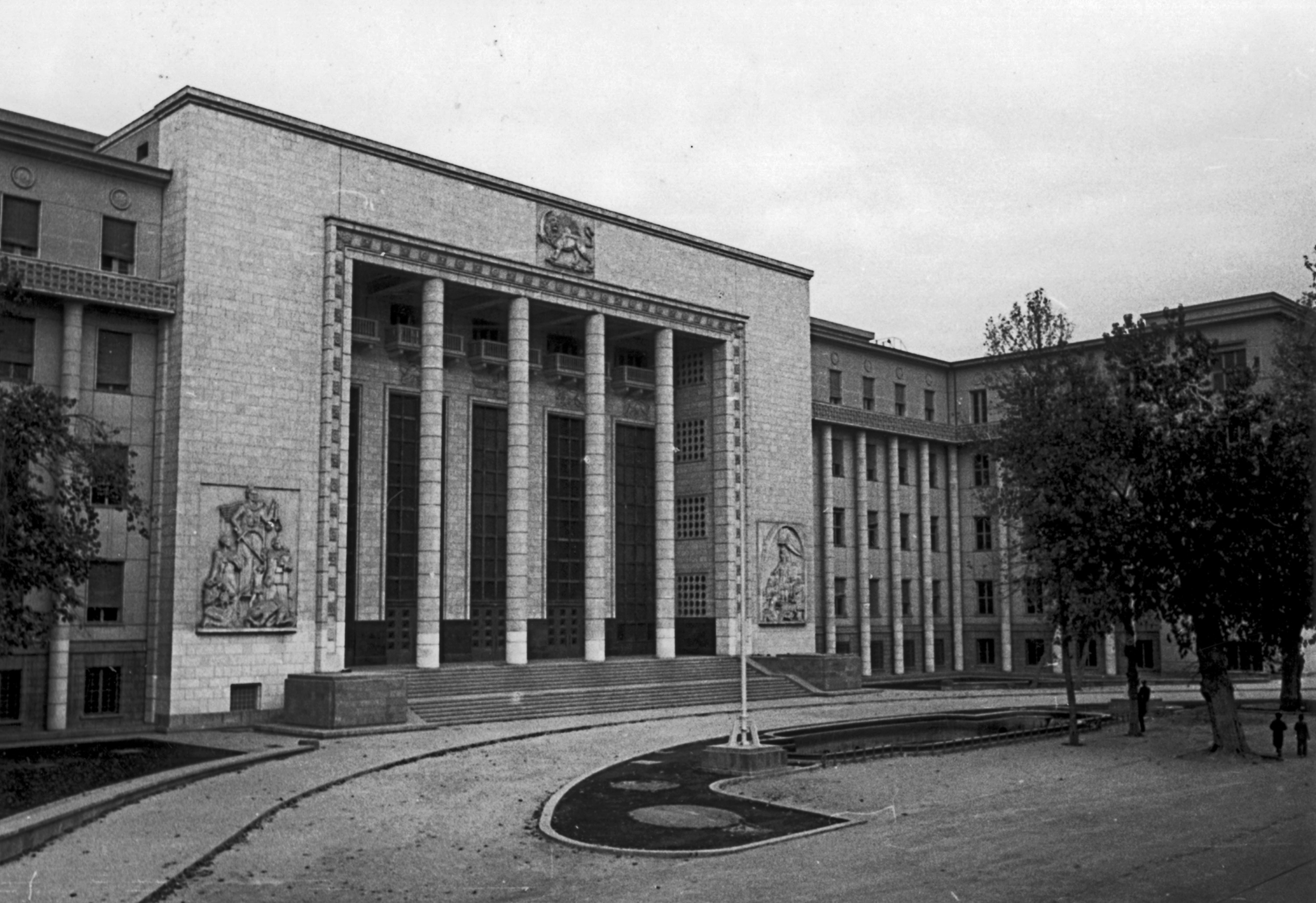
Justiční palác
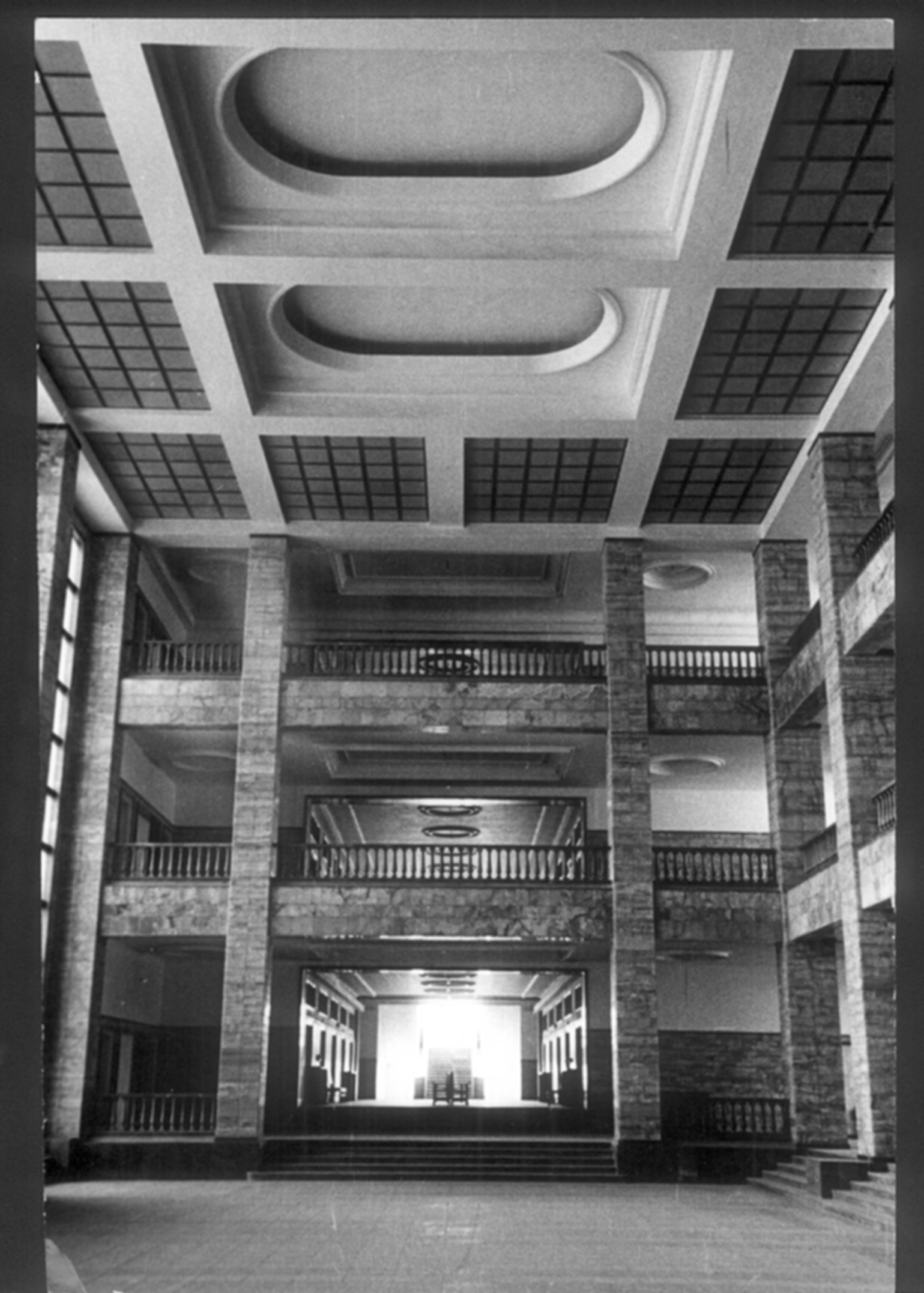
Vstupní hala Justičního paláce
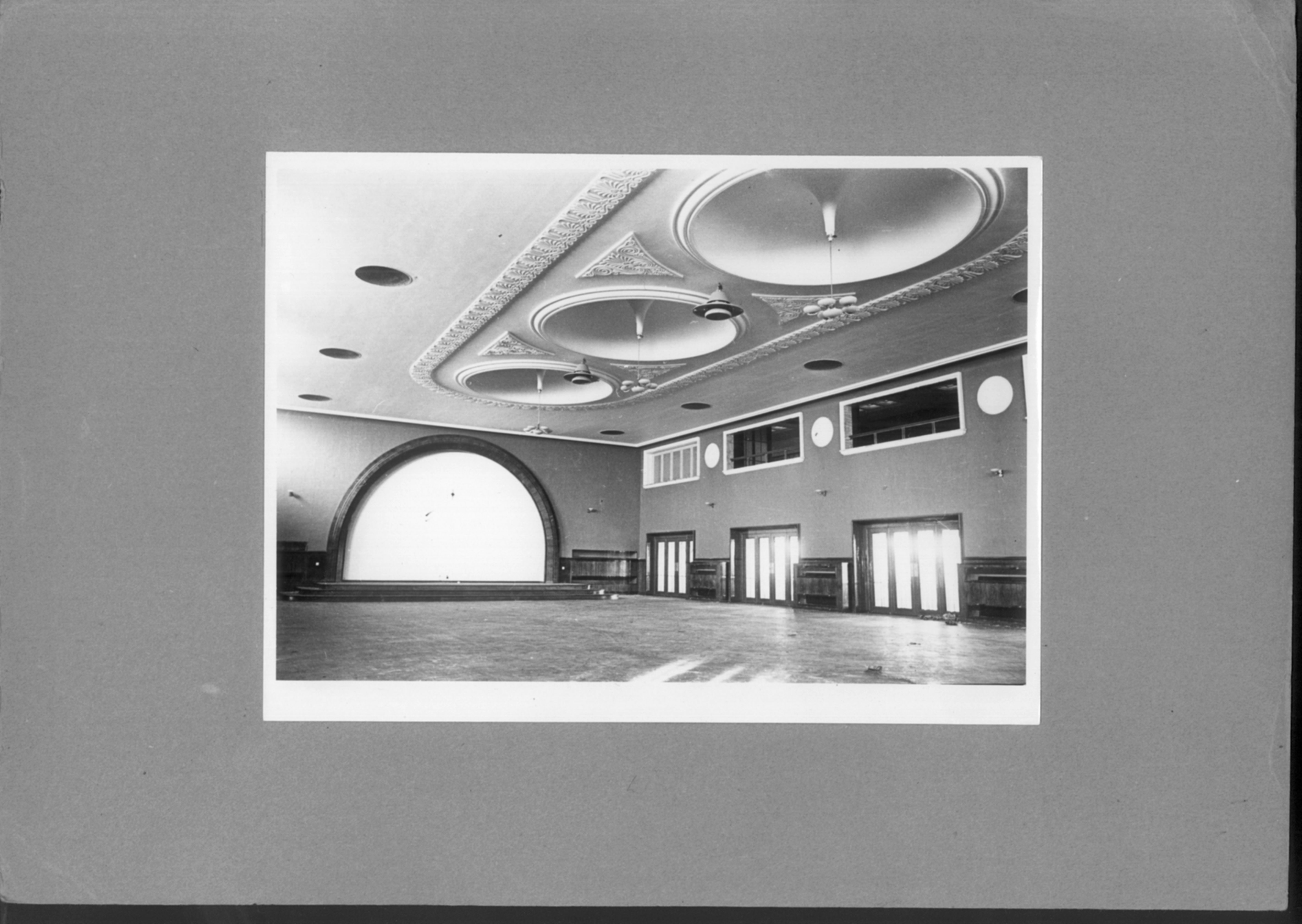
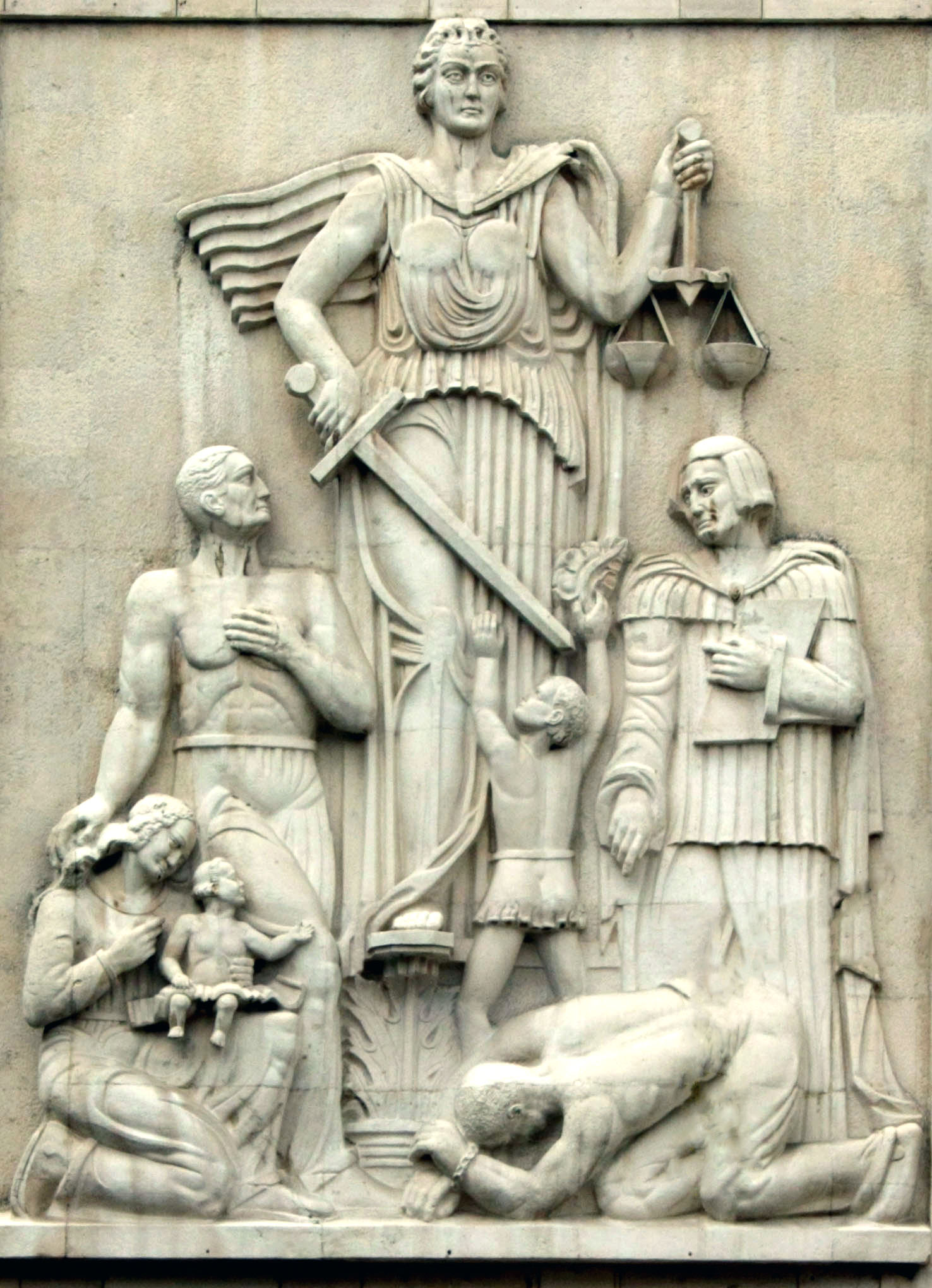
Basreliéf v levé části průčelí paláce Výtvarný návrh: Stanislav Sůva Sochařské provedení: Lajoš Biró
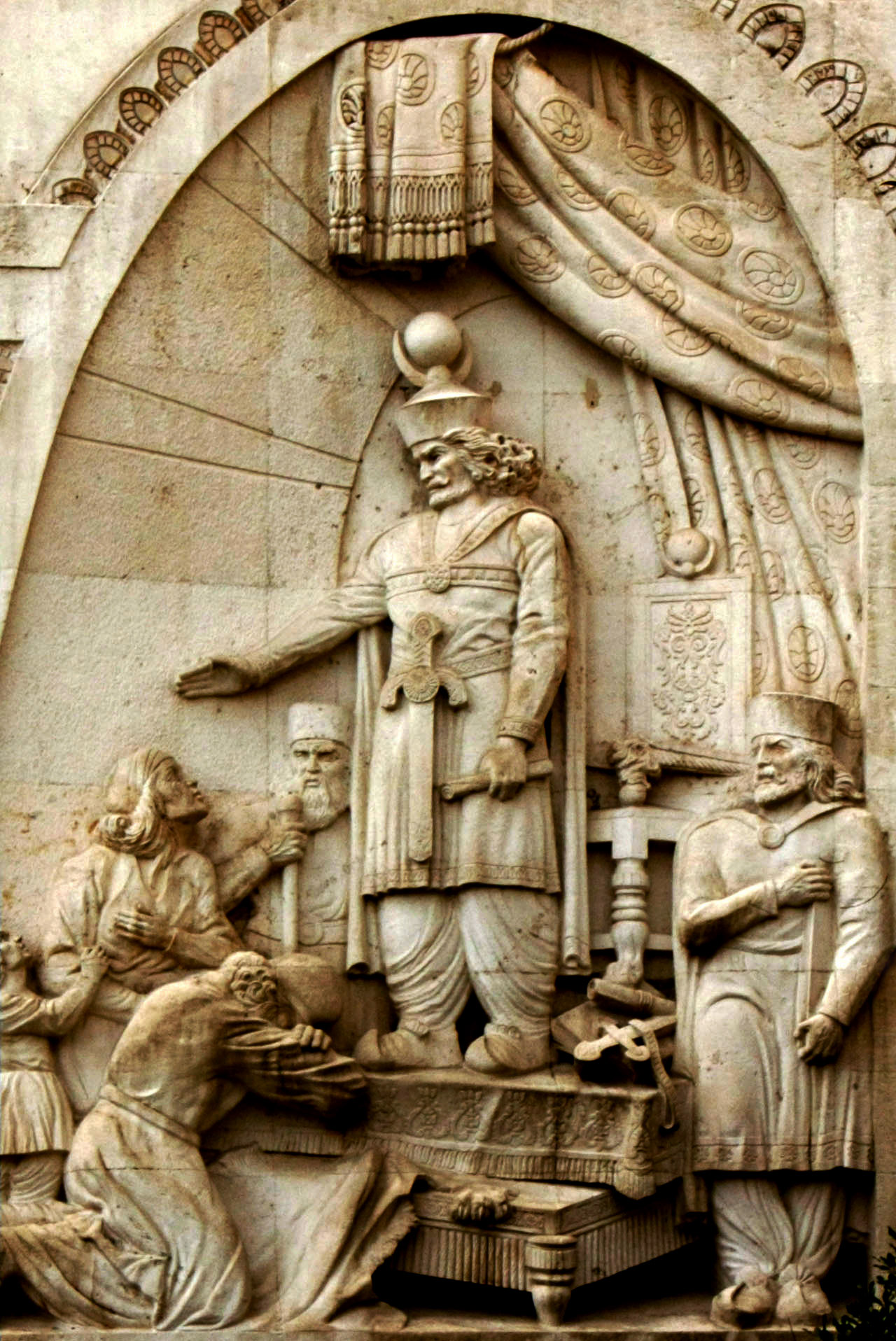
Basreliéf v pravé části průčelí od íránského autora
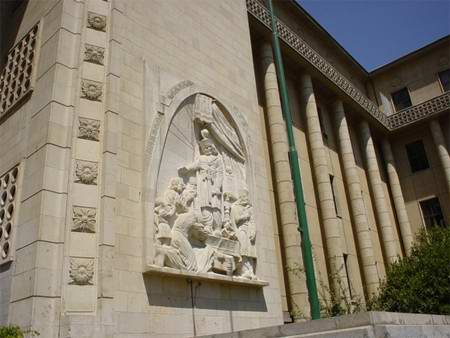
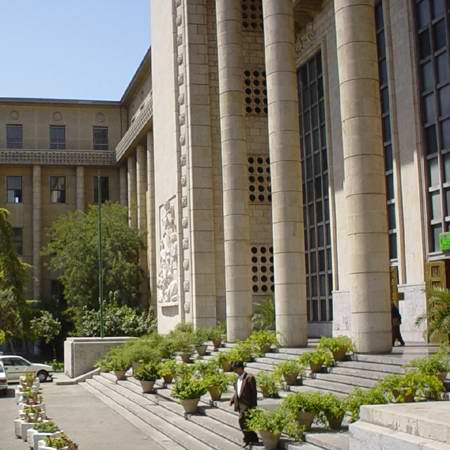
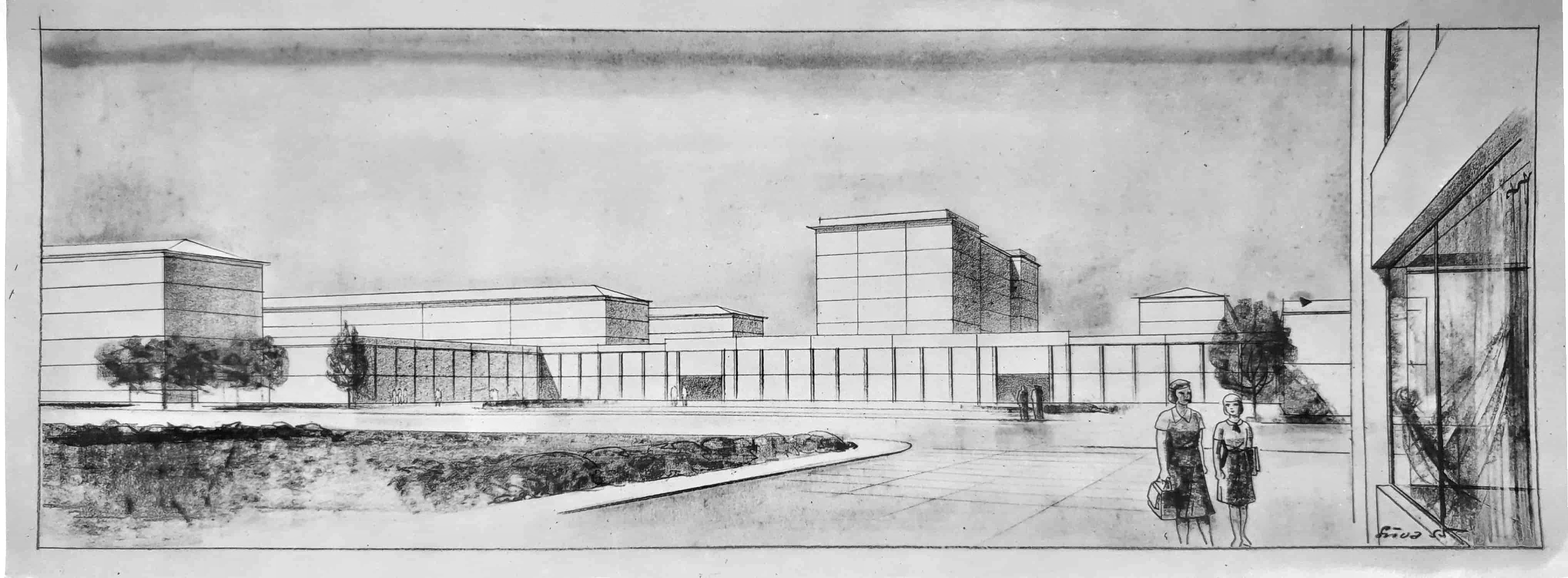
Skica – nerealizováno